# Onze-Lieve-Vrouwebasiliek (Vaux-sous-Chèvremont)

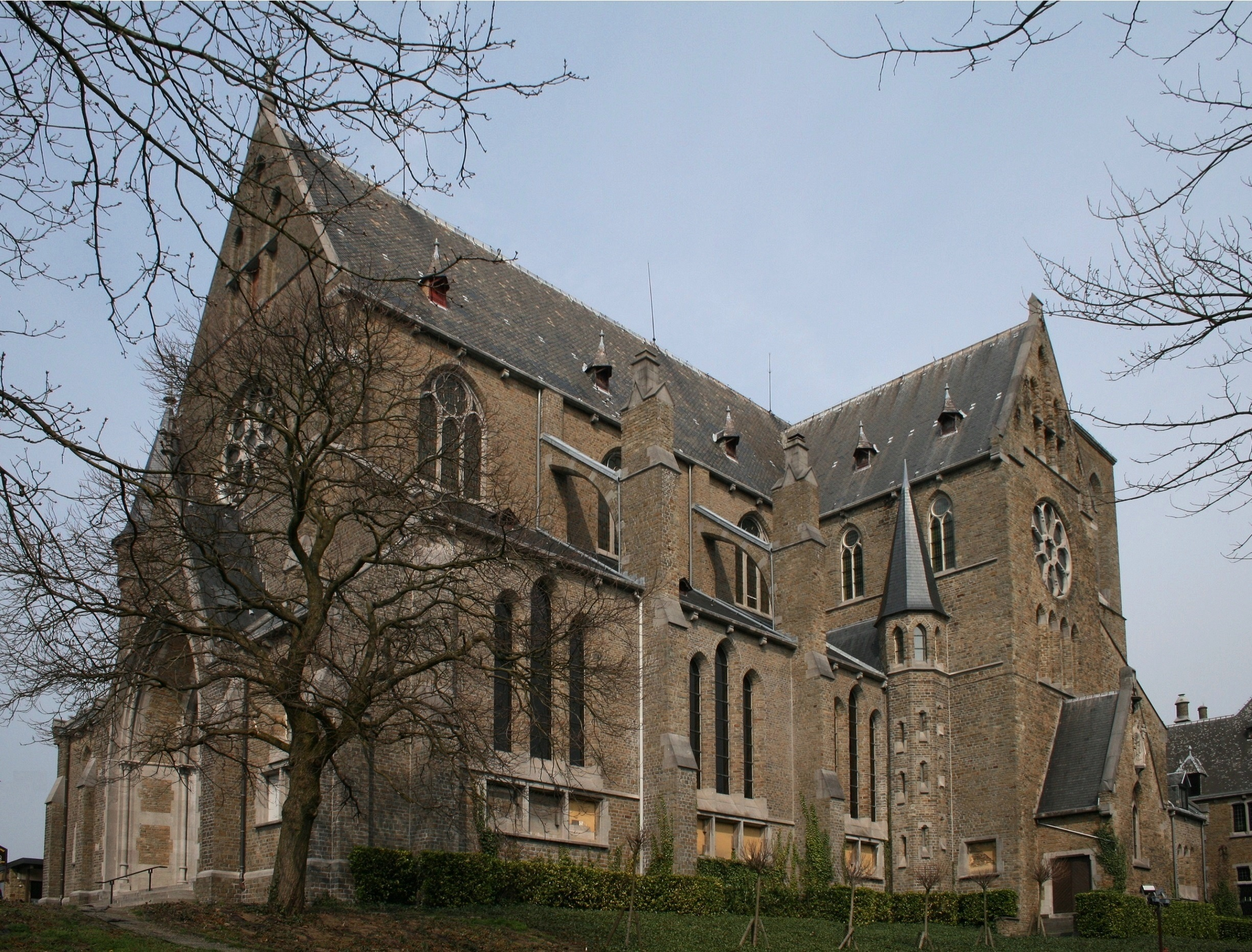
Onze-Lieve-Vrouwebasiliek

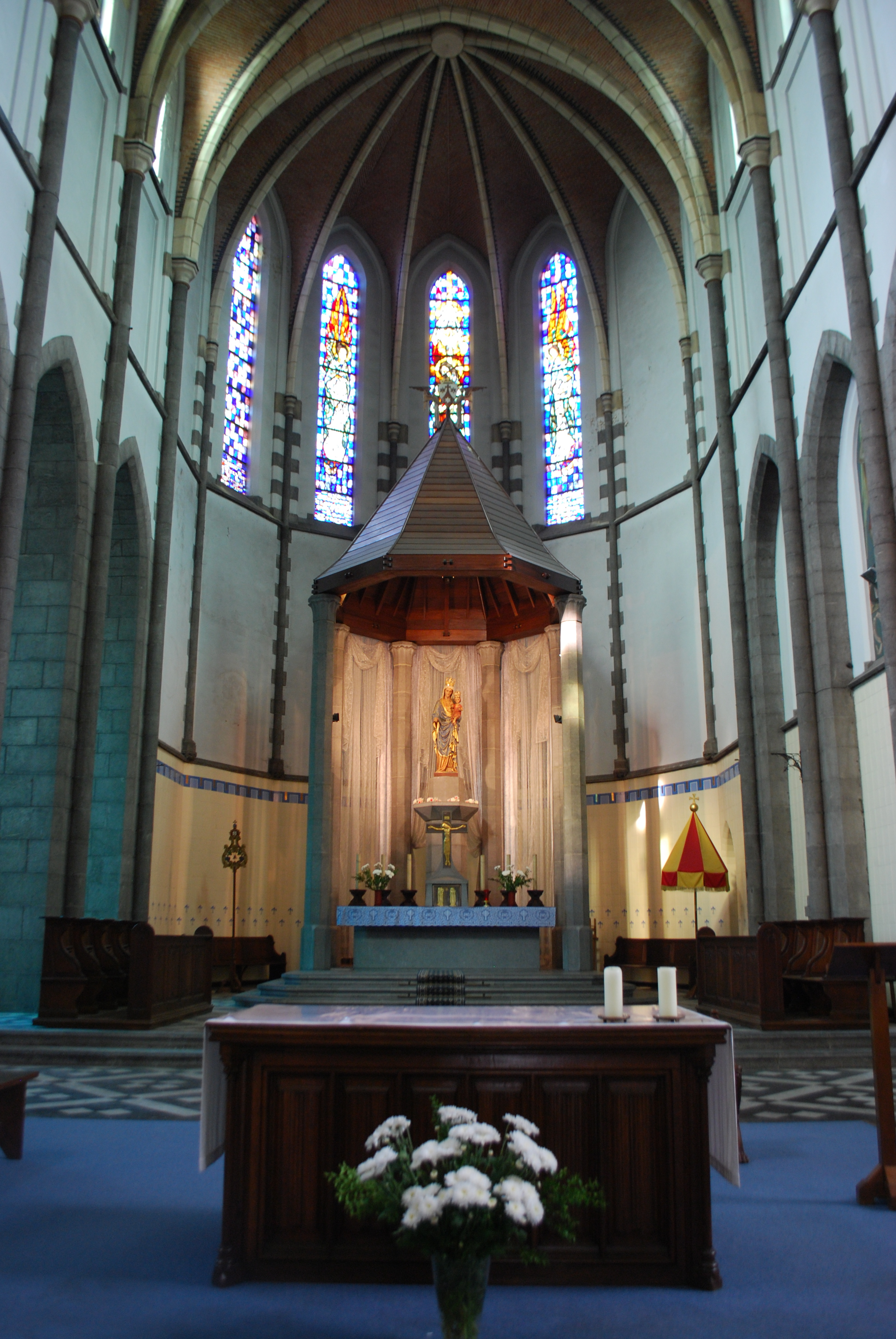
Altaar

De Onze-Lieve-Vrouwebasiliek (Frans: Basilique Notre-Dame de Chèvremont) is een kloosterkerk gelegen in Chèvremont, wat behoort tot de deelgemeente Vaux-sous-Chèvremont van de Belgische gemeente Chaudfontaine.

## Geschiedenis

### Voorgeschiedenis
De heuvel waarop deze basiliek ligt werd al in de prehistorie beschouwd als strategisch. Ze beheerst namelijk het dal van de Vesder. De Kelten, en later de Romeinen, bouwden hier een oppidum. Later kwam er een Merovingische burcht: het kasteel van Chèvremont, wat vanaf de 6e eeuw in handen was van de Pepiniden. De heilige Begga, dochter van Pepijn van Landen zou hier in de 7e eeuw gewoond hebben. Zij vluchtte naar Andenne nadat haar echtgenoot was gestorven en haar adoptiefzoon de macht wilde overnemen. Pepijn van Herstal herstelde later de macht der Pepiniden en stichtte nabij het kasteel een abdij.
Vanaf de 7e eeuw werd er een Mariabeeld vereerd: Notre-Dame du Château Neuf, moeder van barmhartigheid.
Gedurende de 10e eeuw werd het kasteel als onneembaar beschouwd, en tijdens de invallen van de Vikingen vluchtte de lokale bevolking erheen, maar ook de relieken van Sint-Lambertus, Sint-Remaclus en dergelijke. De abdij werd door vele schenkingen van groot belang en machtig, maar werd tevens gezien als een machtsfactor die moest worden uitgeschakeld. In 987 werd het kasteel op bevel van Rooms-keizerin Theophanu, met steun van prinsbisschop Notger, veroverd en vervolgens verwoest.
De pelgrimages naar het Mariabeeld bleven, ondanks het feit dat de kapel was verwoest, voortduren. De jezuïeten, die uit Engeland verdreven waren en zich in 1613 in Luik vestigden, bouwden in 1688 een nieuwe kapel op Chèvremont.
De pelgrims bleven in groten getale komen, en op de heuvel verrezen in de loop van de 19e eeuw tal van neringen: winkeltjes, restaurants en dergelijke. Toen in 1863 Chaudfontaine per trein bereikbaar werd, nam het aantal pelgrims verder toe. Op 4 mei 1874 waren het er 20.000, die baden voor het heil van Paus Pius IX, welke in 1870 zijn grondgebied aan het zich verenigende Italië had moeten afstaan. De bisschop van Luik besloot toen een karmelietenklooster op de heuvel te vestigen en daar een basiliek aan toe te voegen. Zij zouden de zielzorg voor de pelgrims op zich nemen.

### Karmelietenklooster
In 1878 trokken de eerste karmelieten in het half afgebouwde klooster. De bouw van de basiliek vorderde traag, mede door geldgebrek, maar in 1899 kon ze worden ingezegend. Een toren ontbrak echter, maar plannen hiervoor werden verstoord door de Eerste Wereldoorlog die, vanwege de nabijheid van Fort Chaudfontaine, voor aanzienlijke schade door Duitse artillerie zorgde. Op 13 augustus 1914 werd het fort veroverd.
Na de oorlog werd de herbouw ter hand genomen. In 1923 werd het Mariabeeld plechtig gekroond, waarbij 40.000 mensen aanwezig waren. In 1928 verkreeg de kerk de titel basilica minor.
De Tweede Wereldoorlog leidde opnieuw tot aanzienlijke verwoestingen, vooral in 1940, maar ook in 1944. De jezuïetenkapel bleef gespaard. In 1946 begon de herbouw, waarbij Duitse krijgsgevangenen werden ingezet. Er ontstond echter geldgebrek terwijl de Mariadevotie zich verplaatste naar Banneux, waar in 1933 Mariaverschijningen zouden hebben plaatsgevonden.

## Gebouw
Het kerkgebouw is een neogotische bakstenen kruisbasiliek met slechts een lage toren naast het koor, die ontworpen is door Edmond Jamar. Achter het koor ligt het klooster, dat in carré werd gebouwd.